# Kelp
Kelp (Laminariales) is een orde van bruinwieren. De orde bevat enkele tientallen soorten, verspreid over zeven families. Kelp komt voor in ondiep, voedselrijk zeewater in gematigde streken. Veel soorten vormen kelpwouden; habitats met een hoge biodiversiteit. Diverse kelpsoorten worden gekweekt voor consumptie, zoals kombu (Saccharina japonica) en suikerwier (S. latissima).

## Beschrijving
Bij de meeste kelpsoorten is het thallus een plat of bladvormig lichaam van parenchymatisch weefsel. Meestal is het bedekt met een slijmlaag. De thalli groeien aan een centrale stengel die  met zijn wortels in de zeebodem zit verankerd. Veel Amerikaanse soorten hebben met gas gevulde thalli (pneumatocysten), waardoor deze zo dicht mogelijk bij het wateroppervlak blijven.
De levenscyclus van kelp kent twee fases: een haploide gametofytfase en een diploide sporofytfase. De eerste fase vangt aan wanneer een individu een groot aantal sporen loslaat, die zich ontwikkelen tot mannelijke of vrouwelijke gametofyten. De tweede fase vangt aan na geslachtelijke voortplanting. Een nieuw exemplaar ontwikkelt zich tot het volwassen is en de cyclus weer opnieuw begint.
Kelp staat bekend om zijn hoge groeisnelheid. Soorten uit de geslachten Macrocystis en Nereocystis kunnen een halve meter per dag groeien en een lengte van dertig tot tachtig meter bereiken. De groei kan echter worden beperkt door dieren die zich met het kelp voeden, zoals zee-egels.

## Families
- Akkesiphycaceae
- Alariaceae
- Chordaceae
- Costariaceae
- Laminariaceae
- Lessoniaceae
- Pseudochordaceae